# 八棘八门孔虫
八棘八门孔虫（学名：Octopyle octospinosa）为门孔虫科八门孔虫属的动物。在中国，分布于南海、东海等海域。